# Can Planàs
Can Planàs, antigament Can Melis, és una masia del barri d'el Guinardó, catalogada com a bé d'interès documental (categoria D). Actualment, hi ha el Centre Cívic del barri i el camp de futbol del F.C. Martinenc.

## Història
Cap al 1870, va ser adquirida per Claudi Planàs i Armet, que finalment es va acabar instal·lant a Can Mascaró, situada una mica més amunt.
Cap als anys 1920, s'hi instal·là el Canòdrom Guinardó i més endavant un casino. Durant la Guerra civil espanyola va ser ocupat per les patrulles de control i després fou escola. Acabat el conflicte, la Falange Española Tradicionalista y de las JONS ocupà l'espai, amb un alberg de joventut amb el nom d'Albert Piñol i diverses instal·lacions esportives.
El 1978, la finca fou expropiada per l'Ajuntament de Barcelona, i el 1982 s'hi inaugurà el Centre Cívic, que fou el primer de la ciutat.

## Descripció
Antic mas aïllat amb planta baixa, pis i golfes, de planta rectangular amb cossos afegits. La façana principal tradicional, té tres balconades i, a la zona de les golfes, tres finestrals centrals i dos de laterals. La part posterior té una façana de menys alçada, amb portal enlairat i quatre finestrals. Les teulades, amb tres vessants, està feta amb teules catalanes. A l'interior destaca el sostre de la planta baixa, amb un enteixinat interessant, i les vidrieres, que permeten una il·luminació de la caixa d'escales, tot amb caràcter modernista. La masia està envoltada d'alguns arbres i d'un complex esportiu amb piscina pública.